# Jan Karlsson
|  | Per a altres significats, vegeu «Jan Olov Karlsson». |

Jan Karlsson (Falköping, Västra Götaland, 8 de febrer de 1965) és un ciclista suec, ja retirat, que fou professional entre 1998 i el 1999. El 1988 va prendre part en els Jocs Olímpics d'Estiu de Seül, on va guanyar la medalla de bronze en la prova de contrarellotge per equips.

## Palmarès
- 1988
  -  Medalla de bronze als Jocs Olímpics de Seül a la prova de Contrarellotge per equips, amb Anders Jarl, Björn Johansson i Michel Lafis
  -  Campió de Suècia en contrarellotge
- 1990
  - Primer a la Chrono des Herbiers
- 1991
  - Primer a la Chrono des Herbiers
- 1995
  -  Campió de Suècia en contrarellotge
  - Primer a la Chrono des Herbiers
- 1997
  - Primer a la Berliner Etappenfahrt
- 1999
  - Vencedor d'una etapa a la Volta a Argentina